# Biatlo nos Jogos Paralímpicos de Inverno de 2010 - Perseguição masculino
As competições masculinas de perseguição do biatlo nos Jogos Paraolímpicos de Inverno de 2010 foram disputadas no Parque Paraolímpico de Whistler em 13 de março.

## Medalhistas
| Medalha | Atletas sentados     | Atletas em pé            | Deficientes visuais    |
| ------- | -------------------- | ------------------------ | ---------------------- |
| Ouro    | RUS Irek Zaripov     | RUS Kirill Mikhaylov     | UKR Vitaliy Lukyanenko |
| Prata   | UKR Iurii Kostiuk    | NOR Nils-Erik Ulset      | RUS Nikolay Polukhin   |
| Bronze  | RUS Vladimir Kiselev | UKR Grygorii Vovchynskyi | BLR Vasili Shaptsiaboi |

## Agenda
| Dia         | Horário (UTC-8) | Categoria           | Fase  |
| ----------- | --------------- | ------------------- | ----- |
| 13 de março | 10:00           | Atletas sentados    | Qual. |
| 13 de março | 10:30           | Atletas em pé       | Qual. |
| 13 de março | 11:15           | Deficientes visuais | Qual. |
| 13 de março | 12:20           | Atletas sentados    | Final |
| 13 de março | 13:20           | Atletas em pé       | Final |
| 13 de março | 14:25           | Deficientes visuais | Final |

## Resultados

### Atletas sentados (2,4 km)
| Pos.              | Nº | Atleta                     | Tempo (qual.) | Pos. | Tempo (final) | Diferença |
| ----------------- | -- | -------------------------- | ------------- | ---- | ------------- | --------- |
| Medalha de ouro   | 19 | RUS Irek Zaripov           | 8:18.84       | 1 Q  | 9:51.0        |           |
| Medalha de prata  | 21 | UKR Iurii Kostiuk          | 8:58.99       | 7 Q  | 10:38.9       | +47.9     |
| Medalha de bronze | 25 | RUS Vladimir Kiselev       | 8:38.48       | 3 Q  | 10:53.1       | +1:02.1   |
| 4                 | 2  | UKR Sergiy Khyzhniak       | 8:51.21       | 6 Q  | 10:59.8       | +1:08.8   |
| 5                 | 25 | USA Andy Soule             | 8:38.48       | 3 Q  | 11:00.9       | +1:09.9   |
| 6                 | 4  | RUS Sergey Shilov          | 8:21.67       | 2 Q  | 11:04.6       | +1:13.6   |
| 7                 | 1  | SVK Vladimir Gajcidiar     | 8:46.36       | 5 Q  | 11:13.1       | +1:22.1   |
| 8                 | 3  | BLR Aliaksandr Davidovich  | 9:27.86       | 11 Q | 11:44.5       | +1:53.5   |
| 9                 | 22 | JPN Kozo Kubo              | 9:05.89       | 8 Q  | 12:25.0       | +2:34.0   |
| 10                | 5  | SUI Bruno Huber            | 9:11.53       | 9 Q  | 12:27.9       | +2:36.9   |
| 11                | 12 | FRA Romain Rosique         | 9:46.87       | 12 Q | 12:38.0       | +2:47.0   |
| 12                | 17 | UKR Ruslan Samchenko       | 9:21.06       | 10 Q | 13:03.4       | +3:12.4   |
| 13                | 13 | FRA Georges Bettega        | 9:46.97       | 13   | -             | -         |
| 14                | 15 | POL Robert Wator           | 9:54.47       | 14   | -             | -         |
| 15                | 16 | POL Kamil Rosiek           | 9:54.83       | 15   | -             | -         |
| 16                | 11 | FRA Thierry Raoux          | 10:10.25      | 16   | -             | -         |
| 17                | 23 | NOR Trygve Toskedal Larsen | 10:18.47      | 17   | -             | -         |
| 18                | 10 | JPN Hiroyuki Nagata        | 10:22.93      | 18   | -             | -         |
| 19                | 8  | AUT Manfred Lehner         | 10:29.43      | 19   | -             | -         |
| 20                | 18 | RUS Roman Petushkov        | 10:48.90      | 20   | -             | -         |
| 21                | 9  | ITA Roland Rüpp            | 10:57.59      | 21   | -             | -         |
| 22                | 24 | ITA Enzo Masiello          | 10:58.11      | 22   | -             | -         |
| 23                | 6  | CAN Lou Gibson             | 11:40.26      | 23   | -             | -         |
| 24                | 14 | BLR Barys Pronka           | 11:57.16      | 24   | -             | -         |
| 25                | 7  | POL Sylwester Flis         | 12:32.18      | 25   | -             | -         |

### Atletas em pé (3 km)
| Pos.              | Nº | Atleta                   | Tempo (qual.) | Pos. | Tempo (final) | Diferença |
| ----------------- | -- | ------------------------ | ------------- | ---- | ------------- | --------- |
| Medalha de ouro   | 17 | RUS Kirill Mikhaylov     | 8:55.37       | 2 Q  | 10:32.2       |           |
| Medalha de prata  | 18 | NOR Nils-Erik Ulset      | 9:19.44       | 3 Q  | 10:51.3       | +19.1     |
| Medalha de bronze | 16 | UKR Grygorii Vovchynskyi | 8:48.50       | 1 Q  | 10:58.9       | +26.7     |
| 4                 | 4  | GER Josef Giesen         | 9:32.14       | 5 Q  | 10:59.6       | +27.4     |
| 5                 | 8  | RUS Vyacheslav Laykov    | 9:43.60       | 9 Q  | 11:06.3       | +34.1     |
| 6                 | 6  | RUS Valery Darovskikh    | 9:33.99       | 6 Q  | 11:06.5       | +34.3     |
| 7                 | 3  | CAN Mark Arendz          | 9:39.87       | 7 Q  | 11:32.0       | +59.8     |
| 8                 | 7  | UKR Vitalii Sytnyk       | 9:55.39       | 12 Q | 11:38.4       | +1:06.2   |
| 9                 | 14 | FRA Yannick Bourseaux    | 9:26.20       | 4 Q  | 11:45.9       | +1:13.7   |
| 10                | 11 | JPN Yoshihiro Nitta      | 9:55.02       | 11 Q | 11:48.7       | +1:16.5   |
| 11                | 1  | RUS Oleg Balukhto        | 9:54.83       | 10 Q | 11:52.9       | +1:20.7   |
| 12                | 2  | JPN Keiichi Sato         | 9:41.82       | 8 Q  | 12:37.1       | +2:04.9   |
|                   | 5  | POL Jan Kolodziej        | 10:05.62      | 13   | -             | -         |
|                   | 9  | GER Thomas Oelsner       | 10:06.63      | 14   | -             | -         |
|                   | 13 | UKR Oleh Leshchyshyn     | 10:15.14      | 15   | -             | -         |
|                   | 10 | RUS Alfis Makamedinov    | 10:21.03      | 16   | -             | -         |
|                   | 12 | RUS Rushan Minnegulov    | 10:50.07      | 17   | -             | -         |
|                   | 19 | BLR Siarhei Silchanka    | 10:50.42      | 18   | -             | -         |
|                   | 15 | AUT Michael Kurz         | 11:14.33      | 19   | -             | -         |

### Deficientes visuais (3 km)
| Pos.              | Nº | Atleta                 | Tempo (qual.) | Pos. | Tempo (final) | Diferença |
| ----------------- | -- | ---------------------- | ------------- | ---- | ------------- | --------- |
| Medalha de ouro   | 14 | UKR Vitaliy Lukyanenko | 9:24.74       | 1 Q  | 10:54.3       |           |
| Medalha de prata  | 12 | RUS Nikolay Polukhin   | 9:42.01       | 3 Q  | 11:09.2       | +14.9     |
| Medalha de bronze | 16 | BLR Vasili Shaptsiaboi | 9:45.64       | 5 Q  | 11:16.0       | +21.7     |
| 4                 | 15 | GER Wilhelm Brem       | 9:41.89       | 2 Q  | 11:48.3       | +54.0     |
| 5                 | 13 | RUS Irek Mannanov      | 9:43.17       | 4 Q  | 12:01.7       | +1:07.4   |
| 6                 | 9  | CAN Brian McKeever     | 10:14.30      | 6 Q  | 12:02.7       | +1:08.4   |
| 7                 | 4  | UKR Dmytro Shulga      | 10:45.27      | 8 Q  | 12:54.0       | +1:59.7   |
| 8                 | 11 | FRA Thomas Clarion     | 10:29.32      | 7 Q  | 13:09.3       | +2:15.0   |
| 9                 | 10 | UKR Iurii Utkin        | 11:01.53      | 9 Q  | 13:44.5       | +2:50.2   |
| 10                | 1  | KOR Hak-Su Im          | 11:41.39      | 10 Q | 14:39.5       | +3:45.2   |
| 11                | 3  | GER Frank Höfle        | 12:28.91      | 11   | -             | -         |
| 12                | 7  | FIN Jarmo Ollanketo    | 12:46.60      | 12   | -             | -         |
| 13                | 2  | CAN Alexei Novikov     | 13:31.20      | 13   | -             | -         |
| 14                | 8  | SWE Hakan Axelsson     | 16:00.07      | 14   | -             | -         |
| 99 !              | 5  | SVK Marian Balaz       | DNS           | -    | -             | -         |
| 99 !              | 6  | SWE Zebastian Modin    | DNS           | -    | -             | -         |

## Legenda
| Q   | Classificado (Qualified)       |
| DNS | Não largou (Did not start)     |
| DNF | Não terminou (Did not finish)  |
| DSQ | Desclassificado (Disqualified) |